# Taraxacum balticum
Taraxacum balticum — вид квіткових рослин з родини айстрових (Asteraceae). Вид зростає в Європі: Данія, Швеція, Фінляндія, Нідерланди, Німеччина, Польща, Естонія, Латвія, Литва; це багаторічна рослина помірних біомів.

## Морфологічна характеристика
Листки глибоко лопатеві і мають від трьох до п'яти пар часток, які бувають прямими або вузькотрикутними; кінцева частка трилопатева. Крайні приквітки суцвіття 9–13, 6–7,5 мм завдовжки, 3,5–4 мм завширшки, овальної або довгастої форми. Квітки виробляють мало пилку або зовсім не утворюють, тому кульбаба балтійська розмножується апоміктично.